# Suat Kaya
Suat Kaya (Istanboel, 26 augustus 1967) is een Turks voetbaltrainer en voormalig voetballer die doorgaans als middenvelder speelde. Hij geldt als een clubicoon van Galatasaray, waar hij meer dan tien jaar actief was. 

## Clubcarrière
Kaya begon zijn loopbaan als profvoetballer bij Galatasaray. In 1987 mocht hij gaan naar Konyaspor omdat hij niet veel speelde bij Galatasaray. In 1992 kocht de ploeg deze speler terug. Hij maakte uiteindelijk ook nog deel van de elftal waarmee Galatasaray de UEFA Cup en de UEFA Super Cup won. Kaya speelde voor de verdediging in de rol van controlerende middenvelder. In de loop der jaren groeide hij bij Galatasaray uit tot een bedreven balafpakker en was geducht bij tegenstanders om zijn loopvermogen. Als heen en weer dravende lichtgewicht viel hij op als speler die het vermogen had om de tegenstander mentaal te krenken. Dit was opmerkelijk omdat tot die tijd Turkse middenvelders voornamelijk bestonden uit technisch begaafde spelers, zonder loopvermogen en verdedigende kwaliteiten.

## Nationale ploeg
Kaya was in 1992 beginnen te spelen voor de nationale ploeg van Turkije. Hij scoorde zijn enige goal tegen Israël.

## Trainerscarrière
In 2004 was Kaya coach van Galatasaray B. Hij trainde deze ploeg twee jaar en werd in 2006 trainer van Gaziantep Büyükşehir Belediyespor. Na deze club koos hij voor Orduspor en vervolgens nog eens voor Gaziantep Büyükşehir Belediyespor. Nadat Kaya in 2011 trainer werd van Tokatspor, was hij in 2012-2013 voor de derde keer coach van Gaziantep Büyükşehir Belediyespor. Via Göztepe Izmir en Bucaspor kwam hij in 2016 aan het roer bij Menemen Belediyespor.

## Erelijst
- Galatasaray SK
  - UEFA Cup: 1 (1999-2000)
  - UEFA Super Cup: 1 (2000)
  - Süper Lig: 8 (1987-88, 1992-93, 1993-94, 1996-97, 1997-98, 1998-99, 1999-00, 2001-02)
  - Turkiye Kupasi: 4 (1992-93, 1995-96, 1998-99, 1999-00)